# Nùng Tồn Phúc
Nùng Tồn Phúc (chữ Hán: 儂存福, ?-1039; Tiếng Tráng: Nungz Cienzfuk) là thủ lĩnh địa phương ở Cao Bằng, cầm đầu một cuộc nổi dậy ở vùng biên cương nước Đại Cồ Việt giữa thế kỷ 11, thời vua Lý Thái Tông.

## Thân thế
Nùng Tồn Phúc là con trai Nùng Dân Chú, thủ lĩnh đầu tiên của dòng tộc họ Nùng được nhà Tống thừa nhận là "mán chủ" năm 977 ở vùng châu Quảng Nguyên. Nùng Dân Chú kiểm soát một lãnh thổ gồm 10 làng, với sự chấp thuận của nhà Nam Hán. Quan lại Tống tại Ung Châu xin với triều đình Tống ban quan tước và đặt lãnh thổ của Nùng Dân Chú thành đất "nội phủ" để ràng buộc. Sau khi Nùng Dân Chú chết, Nùng Tồn Phúc thừa hưởng các tước vị này.
Nùng Tồn Phúc được Lý Thái Tông phong thêm châu Thảng Do, nay thuộc Quảng Uyên, Cao Bằng, em ông là Nùng Tồn Lộc được phong ở châu Vạn Nhai, em vợ ông là Dương Đức được phong ở châu Vũ Lạc, gần châu Quảng Nguyên. Anh em Tồn Phúc hàng năm vẫn nộp cống đồ thổ sản cho nhà Lý. Uy thế của Nùng Tồn Phúc lên cao, vì vùng Quảng Nguyên rất giàu mỏ vàng, và cũng vì liên hệ chính trị. Tuy nhiên điều này cũng làm các gia tộc Nùng khác khó chịu, như gia tộc Hà Văn, và họ có lẽ đã hỗ trợ nhà Lý đánh dẹp Nùng Tồn Phúc cũng vì lý do này.
Không chỉ vậy, do nắm được vị trí thuận lợi trên bờ sông Bằng, Nùng Tồn Phúc còn kiểm soát được con đường giao thương đường thủy chính trong vùng, và như vậy càng tăng thêm thế lực và gia sản. Trước khi nổi dậy, Nùng Tồn Phúc có tiếng với cả nhà Lý và nhà Tống là viên thủ lĩnh trung thành và đáng tin cậy nhất, và cũng là người có thế lực nhất trong vùng.

## Lập quốc
Tháng chạp năm 1038, Nùng Tồn Phúc cắt bỏ việc nộp cống xưng thần với nhà Lý. Ông nổi dậy ở phía bắc nước Đại Cồ Việt, giết chết Nùng Tồn Lộc và Dương Đức chiếm lấy đất. Ông tự xưng là Chiêu Thánh hoàng đế (昭聖皇帝), đặt quốc hiệu là Trường Sinh quốc (長生國), lập vợ là A Nùng làm Minh Đức hoàng hậu, con lớn là Nùng Trí Thông làm Nam Nha vương. Sau đó ông sửa sang binh giáp, đắp thành kiên cố để tự giữ. Tuy nhiên sử gia Tư Mã Quang của Trung Quốc lại cáo buộc lý do Nùng Tồn Phúc nổi loạn là do nhà Lý bức bách, đặt sưu thuế quá nặng, khiến Tồn Phúc phải nổi dậy.
Tháng 2 năm 1039, Lý Thái Tông thân chinh cầm quân đi đánh Tồn Phúc. Khi quân triều đình đến châu Quảng Nguyên, Tồn Phúc nghe tin đem cả bộ lạc vợ con trốn vào trong núi. Lý Thái Tông cho quân đuổi theo, bắt được Tồn Phúc và Trí Thông, tất cả năm người. Lý Thái Tông sai đóng cũi cả năm người đem về Thăng Long, rồi sai quân san phẳng thành hào, chiêu dụ tộc loại còn sống sót, vỗ về yên ủi rồi rút quân.
Chỉ có vợ ông là A Nùng và con trai nhỏ là Nùng Trí Cao chạy thoát.
Tháng 3 năm 1039, Thái Tông từ Quảng Nguyên trở về Thăng Long, hạ lệnh chém cha con Nùng Tồn Phúc và những người đồng mưu, tất cả năm người ngoài chợ kinh đô.
Nùng Tồn Phúc chỉ xưng đế được 3 tháng. Nước Trường Sinh ly khai khỏi Đại Cồ Việt nhanh chóng bị diệt vong.
Sau này Nùng Trí Cao tiếp tục nổi dậy, đánh phá sang vùng biên nhà Tống trong nhiều năm.